# Cijevooke
,
Cijevooke (Lampriformes) su red riba iz razreda zrakoperki (Actinopterygii). Žive daleko od obale na otvorenome moru, obično na velikim dubinama. Prilično su neobičnog oblika, kao ribe porodice Trachipteridae, na primjer Trachipterus trachypterus. Neke su oblika dugih traka, a druge poput okruglih diskova. Neke vrste imaju vrlo duge dorzalne (leđne) zrake. 
Neke od ovih riba prava su misterija, a jedna od njih je i Regalecus glesne Ascanius, 1772, riba vrlo rijetko viđena i snimljena, a može narasti i 17 metara dužine (vjerojatno je najduža na svijetu).
Cijevooke se obično nalaze na dubinama između 100 i 1000 metara. Nemaju pravih bodlji u perajama. Žive u sva tri velika oceana uključujući i Mediteran. Zasada je poznato sedam živučih porodica a postoje i neke fosilne: porodica Turkmenidae i rodovi: Bathysoma; Bajaichthys; Nardovelifer; Palaeocentrotus.

## Porodice
- Mačevke ili Trachipteridae, duge i jako tanke ribe
- Pojasovke ili Regalecidae, izrazito duge ribe velikih dubina.
- Jedroglavke ili Lophotidae, žive u dubokim morima, a ispuštaju i crnilo poput glavonožaca.
- Nevjeste ili Lampridae
- Radiicephalidae
- Stylephoridae
- Veliferidae

## Vanjske poveznice
|  | Zajednički poslužitelj ima još gradiva o temi Cijevooke |
|  | Wikivrste imaju podatke o taksonu Cijevookama           |